# Схупен, Боббеян
Модест Хипполит Йоанна Схупен (нидерл. Modest Hyppoliet Joanna Schoepen), известный под псевдонимом Боббеян Схупен (нидерл. Bobbejaan Schoepen; 16 мая 1925, Бом, Антверпен — 17 мая 2010[…], Тюрнхаут, Фламандский регион) — бельгийский певец, автор-исполнитель, артист кабаре, гитарист, исполнитель художественного свистa, йодлер, киноактёр, композитор. Представитель Бельгии на конкурсе песни «Евровидение-1957».

## Биография
Родился 16 мая 1925 года в Боме в семье кузнеца. Учился игре на гитаре, выступал на эстраде с 1943 года. Во время Второй мировой войны он дважды попадал в тюрьму, потому что исполнял оскорбительные для немцев песни. С 1945 года взял псевдоним «Боббеян» в честь популярной южноафриканской песни, посвящённой англо-бурской войне — «Бабуин залез на гору» (африк. Bobbejaan klim die berg). В 1947—1948 годах неоднократно выступал перед канадскими и американскими войсками в Германии. Он был предприимчивым и разносторонним художником, с тонким пониманием рыночных секретов успеха. Его творчество носило развлекательный характер. Он был часто одет как ковбой и исполнял песни в стиле «кантри». В 1950-е и 1960-е годы он был хорошо известен во Фландрии, а также на международном сцене. В последующие десятилетия, он основал и выступал в тематическом парке «Боббеянланд» («Bobbejaanland», буквально «Страна Боббеянa»), названном в его честь.

### Музыкальная карьера
Боббеян Схупен был пионером в области бельгийской музыки: он был хорошо известен во Фландрии и, начиная с 1948 года, также в Европе. Он был первым исполнителем, который использовал современные технологии, например, стал гастролировать на собственном автобусе и прибегал к поиску спонсоров. В 1940-х и 1950-х годах он первым ввел песни в стиле кантри в музыкальный обиход в Нидерландах, Франции, Германии и Австрии. Он также был известен во всем мире как мастер художественного свиста. Этот талант он потерял после операции. Певец проявлял себя как исполнитель народных песен. Как музыкант он был очень хорошо известен с конца 1940-х до конца 1960-х годов. Его репертуар состоял из шестисот песен, музыкант продал пять миллионов записей. К его крупнейшим международным шлягерам принадлежат следующие песни: «Ik heb eerbied voor jouw grijze haren», пародия «Café zonder bier» и песня «Je me suis souvent demandé» композитора Ришарa Энтони, которая стала хитом во Франции и Южной Америке. Это принесло Схупену художественную награду в Париже в 1965 году. В своей собственной стране он в период между 1955 и 1960 годами записал одиннадцать хитов, занимавших первую строчку хит-парадов, среди них и «De lichtjes van de Schelde».

### Международная известность
В 1950-е и 1960-е годы он гастролировал в двадцати странах вместе с другими артистами: Жозефиной Бейкер, Катериной Валенте, Жильбером Беко и Тутсом Тилемансом. Последний позднее, в 1951 году, играл в его группе в качестве гитариста. Вероятно, он был первым европейцем из континентальной Европы, который выступал в «Grand Ole Opry» в Нашвилле, одном из главных центров музыки кантри в США.

### «Евровидение»
В 1957 году стал победителем бельгийского национального отбора с песней «Straatdeuntje», чтобы представить Бельгию на втором конкурсе песни «Евровидение», проходившем в немецком Франкфурте-на-Майне, где он занял восьмое место с 5 баллами.

### Туры с цирком шапито
В 1958 году купил большой цирк шапито, чтобы с успехом проводить гастроли в Бельгии. Цирк шапито мог вместить от 900 до 1200 человек, и идея концертных туров с цирком шапито в то время была совершенно уникальной. В результате он больше не зависел от владельцев выставочных центров, которые просили все более высокую аренду, и у исполнителя при этом не всегда было подходящее место для исполнения шоу. Как только в 1961 году был открыт тематический парк «Боббеянланд», Схупен прекратил туры по Бельгии.

### Тематический парк «Боббеянланд»
В последующие десятилетия, он работал в качестве основателя и эстрадного артиста своего тематического парка «Боббеянланд». В результате этого, музыкальная карьера исполнителя приняла новое направление. 31 декабря 1961 года «Боббеянланд» был официально открыт лично Схупеном и его женой Йозефиной Йонген. Схупен раньше не намеревался строить тематический парк: идея тематического парка родилась в результате требований его музыкальной карьеры, потому что после почти пятнадцати лет постоянных гастролей он хотел иметь постоянное место проживания. Во время исполнительских сезонов он давал до пяти спектаклей в день. Там также выступали и другие бельгийские, голландские и немецкие артисты. Благодаря деятельности Схупена и его семьи, за 43 года своего существования парк превратился в один из наиболее известных тематических парков в Европе.

### Роли в кино
Между 1950 и 1967 годами Схупен снялся в пяти фильмах: двух бельгийских, двух немецких и одном немецко-чешском фильме. В 1962 году он сыграл главную роль в абсурдистской комедии «At the Drop of a Head» (иначе «Café zonder bier»).

### Последние годы и смерть
В 1986 году Схупен перенес серьезную операцию на сердце и больше не мог заниматься художественным свистом. В 1999 году он заболел колоректальным раком, но успешно победил болезнь и продолжил выступать на сцене. Тематический парк «Боббеянланд» был продан в 2004 году в связи с ухудшением здоровья. Музыкант продолжал жить в своём поместье. Скончался 17 мая 2010 года в Тюрнхауте от остановки сердца в госпитале Святой Елизаветы на следующий день после своего 85-летия.

## Личная жизнь
- Жена (1961—2010): Йозефина Схупен-Йонген, оперная певица и модель.
  - Сыновья: Роберт Схупен (род. 1962) и Том Схупен (род. 1970).
  - Дочери: Мариам Схупен (род. 1963), Джеки Схупен (род. 1964) и Пегги Схупен (род. 1968).

## Дискография

### Синглы
- 1951 — «Ah! Qu'il fait bon chez nous»
- 1951 — «Ah! t'Is zo fijn in België te leven»
- 1951 — «'k Zie zo gere m'n duivenkot»
- 1952 — «De lichtjes van de Schelde»
- 1953 — «Dat is Zwarte Piet»
- 1957 — «Het beeld van mijn moeder»
- 1957 — «Straatdeuntje»
- 1957 — «Zomernacht in Gay Paree»
- 1959 — «Café zonder bier»
- 1960 — «Ik heb eerbied voor jouw grijze haren»
- 1965 — «Je me suis souvent demandé»
- 1973 — «Ich steh an der Bar und habe kein Geld»

## Фильмография
- 1950 — «Ah! t'Is zo fijn in België te leven»
- 1951 — «Ah! Qu'il fait bon chez nous»
- 1953 — «Bobbejaan Schoepen: Dat is Zwarte Piet»
- 1955 — «Televisite»
- 1956 — «Klingendes Rendezvous»
- 1957 — «De TV maakt muziek»
- 1957 — «Eurovisiewedstrijd voor het lichte lied»
- 1957 — «Show Band Parade»
- 1959 — «Blijf jong»
- 1960 — «O sole mio»
- 1961 — «Davon träumen alle Mädchen»
- 1961 — «Mike macht alles»
- 1961 — «Musikalische Rundf(l)unkereien»
- 1962 — «Café zonder bier»
- 1962 — «De ordonnans»
- 1963 — «Alle unter einem Hut»
- 1963 — «Allerlei zum Wochenend»
- 1963 — «Heute Schlagermarkt»
- 1963 — «Musikalische Unterhaltung»
- 1963 — «Pro of Contra»
- 1965 — «Die Drehscheibe»
- 1965 — «Mike Moltos Musik-Magazin»
- 1969 — «Der goldene Schuß»
- 1969 — «Gut gefragt ist halb gewonnen»
- 1973 — «Die Rudi Carrell Show»
- 1984 — «Die verflixte 7»
- 2005 — «Tour d'Eurovision» (архив)
- 2015 — «Bobbejaan» (посмертно)